# Pîlnea, Cernihiv
Pîlnea (în ucraineană Пильня) este un sat în comuna Pakul din raionul Cernihiv, regiunea Cernihiv, Ucraina.

## Demografie
Componența lingvistică a localității Pîlnea
     Ucraineană (97,92%)
     Rusă (2,08%)
Conform recensământului din 2001, majoritatea populației localității Pîlnea era vorbitoare de ucraineană (97,92%), existând în minoritate și vorbitori de rusă (2,08%).